# Meteora
Meteora — второй студийный альбом американской рок-группы Linkin Park, спродюсированный Доном Гилмором и впервые выпущенный 25 марта 2003 года. Альбом последовал за проектом Reanimation, который содержал ремиксы с дебютного альбома Hybrid Theory. В течение примерно года после выхода альбома Linkin Park выпускали синглы с Meteora, включая «Somewhere I Belong», «Faint», «Breaking The Habit» и «Numb». Трек «Lying from You» был выпущен в качестве промосингла.
Meteora стал самым успешным альбомом в истории чарта Modern Rock Tracks, который специализируется на радио-ротации песен альтернативного рока. «Numb» стала, по результатам чарта, песней года. В США продано 6 200 000 копий альбома и 27 миллионов копий по всему миру. Инструментальный трек «Session» был номинирован на «Грэмми» как «Лучшее инструментальное рок-исполнение» 2003 года.

## Запись
Большая часть песен для нового альбома была написана летом 2001 года на фестивале тяжёлой музыки Ozzfest. К тому времени, как музыканты переместились в студию для записи материала, у них было 30 полных песен, 18 из которых впоследствии были отсеяны.
Запись началась летом 2001 года в гастрольном автобусе группы и там продолжалась до конца года, пока в начале 2002 года не переместилась в домашние студии музыкантов. В июне 2002 года группа занялась поиском продюсера. Так же, как и при создании альбома Hybrid Theory, к работе над Meteora привлекли продюсера Дона Гилмора. Работа над альбомом дома продолжалась до 29 октября, когда музыканты отвлеклись, чтобы сделать промофотосессию к альбому, проходившую в мрачном отеле «Амбассадор», в котором произошло убийство Роберта Кеннеди.
В начале ноября, за месяц до предположительного окончания записи, началась работа со струнными партиями. Композитор Дэвид Кэмпбелл расписал партии, написанные Шинодой, на партии виолончели и скрипки. Все получившиеся партии смешали, наложили друг на друга, чтобы создавалось ощущение, будто играет не 10 человек, а 40. В декабре, когда альбом должен был уже находиться на стадии микширования, Честер Беннингтон заболел, из-за чего не смог петь. Из-за этого музыкантам пришлось заканчивать запись вокала, когда уже все было смикшировано.

## Название и обложка
Во время записи альбома музыканты устроили на заброшенном складе арт-сессию, на которую был приглашен граффитист, известный под псевдонимом Delta. Над артом альбома работали Шинода и Хан, но каждый получил возможность привнести что-то своё. Джеймс Мишен сделал ту фотографию, когда Delta работал над рисунком. Она стала обложкой альбома.
Во время европейского турне Linkin Park наткнулись на журнал о Греции: на обложке было слово Meteora и изображение комплекса горных монастырей. Музыканты были вдохновлены способом постройки этих монастырей, который практически отрицал законы гравитации. «Мы разговаривали с людьми, которые были там, они приезжают в Метеору, чтобы уединиться, забыть о своих проблемах, о цивилизации, — рассказал Джо Хан, — люди едут туда, чтобы найти себя. Об этом наш альбом — о нахождении самого себя».

## Коммерческий успех
Как и первый полноформатный альбом группы Hybrid Theory, Meteora был записан при помощи программного обеспечения Pro Tools. В первую неделю было продано примерно 810 000 экземпляров альбома.

## Содержание
Стоит отметить почти полную синхронизацию песен между собой на протяжении альбома. Альбомное интро «Foreword» заканчивается бьющимся звуком (многие думают, что это звук бьющегося стекла, хотя на самом деле это внешний глючный CD-rom, который разъярённый Майк разбивает алюминиевой бейсбольной битой на стеклянном столе). Этот звуковой эффект плавно переходит в первую песню альбома «Don’t Stay». Почти все песни связаны вместе подобным образом, с каким-либо инструментальным мотивом, переходящим из одной песни в другую.
Инструментальный трек «Session» вошёл в саундтрек к фильму «Матрица: Перезагрузка».

## Специальное издание
Помимо стандартного издания альбома, выходила специальная версия, включающая документальный DVD «Создание Meteora» (англ. Making of Meteora). Оба диска были упакованы в кейс c синей обложкой.

### Список разделов DVD
1. «Интро»
2. «Лето 2001»
3. «Начало 2002»
4. «Июнь 2002»
5. «Июль 2002»
6. «Август 2002»
7. «Начало октября 2002»
8. «Конец октября 2002»
9. «29 октября 2002»
10. «Начало ноября 2002»
11. «Конец ноября 2002»
12. «6 декабря 2002»
13. «12 декабря 2002»
14. «2003: Meteora»

## Туровое издание
Туровое издание Meteora представляло собой набор из двух дисков. На втором диске (формата Video CD) были размещены видео на песни «Somewhere I Belong», «Faint», «Numb» и «Breaking the Habit».

## Список композиций
| №   | Название             | Длительность |
| --- | -------------------- | ------------ |
| 1.  | «Foreword»           | 0:13         |
| 2.  | «Don't Stay»         | 3:08         |
| 3.  | «Somewhere I Belong» | 3:34         |
| 4.  | «Lying from You»     | 2:55         |
| 5.  | «Hit the Floor»      | 2:44         |
| 6.  | «Easier to Run»      | 3:24         |
| 7.  | «Faint»              | 2:42         |
| 8.  | «Figure.09»          | 3:18         |
| 9.  | «Breaking the Habit» | 3:16         |
| 10. | «From the Inside»    | 2:56         |
| 11. | «Nobody's Listening» | 2:59         |
| 12. | «Session»            | 2:23         |
| 13. | «Numb»               | 3:08         |

| №                   | Название                                          | Длительность |
| ------------------- | ------------------------------------------------- | ------------ |
| 14.                 | «Lying from You» (Live LP Underground Tour 2003)  | 2:55         |
| 15.                 | «From the Inside» (Live LP Underground Tour 2003) | 2:56         |
| 16.                 | «Easier to Run» (Live LP Underground Tour 2003)   | 3:22         |
| Общая длительность: | Общая длительность:                               | 45:53        |

| №  | Название             | Длительность |
| -- | -------------------- | ------------ |
| 1. | «Somewhere I Belong» | 3:44         |
| 2. | «Faint»              | 2:56         |
| 3. | «Numb»               | 3:06         |
| 4. | «Breaking The Habit» | 3:18         |

## Чарты

### Альбом
Недельные чарты
Illegal chart entered Норвегия|1
| Чарт (2003)                                                              | Высшая позиция |
| ------------------------------------------------------------------------ | -------------- |
| Австралия (ARIA)                                                         | 2              |
| Австрия (Ö3 Austria)                                                     | 1              |
| Бельгия/Фландрия (Ultratop)                                              | 1              |
| Бельгия/Валлония (Ultratop)                                              | 1              |
| Канада (Canadian Albums Chart)                                           | 2              |
| Дания (Hitlisten)                                                        | 3              |
| Нидерланды (Album Top 100)                                               | 2              |
| Финляндия (Suomen virallinen lista)                                      | 2              |
| Франция (SNEP)                                                           | 3              |
| Германия (Offizielle Top 100)                                            | 1              |
| Греция (IFPI Greece)                                                     | 2              |
| Венгрия (MAHASZ)                                                         | 2              |
| Ирландия (Irish Recorded Music Association)                              | 1              |
| Италия (Classifica album)                                                | 1              |
| Япония (Oricon)                                                          | 6              |
| Мексика (Asociación Mexicana de Productores de Fonogramas y Videogramas) | 1              |
| Новая Зеландия (RMNZ)                                                    | 1              |
| Польша (ZPAV)                                                            | 3              |
| Португалия (Ultratop 50)                                                 | 1              |
| Испания (AFYVE)                                                          | 1              |
| Швеция (Sverigetopplistan)                                               | 1              |
| Швейцария (Schweizer Hitparade)                                          | 1              |
| Великобритания (UK Albums Chart)                                         | 1              |
| Великобритания (UK Rock & Metal Albums Chart)                            | 1              |
| США (Billboard 200)                                                      | 1              |
| US Billboard (Catalog Albums)                                            | 10             |

| Чарт (2017)      | Высшая позиция |
| ---------------- | -------------- |
| Австралия (ARIA) | 5              |
| Чехия (ČNS IFPI) | 11             |
| Польша (ZPAV)    | 16             |

Годовые чарты
| Чарт (2003)        | Позиция |
| ------------------ | ------- |
| Австралия          | 14      |
| Бельгия (Фландрия) | 10      |
| Бельгия (Валлония) | 7       |
| Нидерланды         | 42      |
| Германия           | 3       |
| Венгрия            | 23      |
| Швейцария          | 8       |
| Великобритания     | 35      |

### Декадные чарты
| Чарт (2000—2009) | Позиция |
| ---------------- | ------- |
| Австралия        | 98      |

### Синглы
| Год  | Песня                | Высокая позиция синглов | Высокая позиция синглов | Высокая позиция синглов | Высокая позиция синглов | Высокая позиция синглов | Высокая позиция синглов | Высокая позиция синглов | Высокая позиция синглов | Высокая позиция синглов | Высокая позиция синглов | Высокая позиция синглов | Высокая позиция синглов | Высокая позиция синглов | Высокая позиция синглов | Высокая позиция синглов |
| Год  | Песня                | US                      | US Alt.                 | US Main                 | AUS                     | NZ                      | UK                      | BEL                     | FRA                     | GER                     | ITA                     | IRE                     | NLD                     | NOR                     | SWE                     | SWI                     |
| ---- | -------------------- | ----------------------- | ----------------------- | ----------------------- | ----------------------- | ----------------------- | ----------------------- | ----------------------- | ----------------------- | ----------------------- | ----------------------- | ----------------------- | ----------------------- | ----------------------- | ----------------------- | ----------------------- |
| 2003 | «Somewhere I Belong» | 32                      | 1                       | 1                       | 13                      | 1                       | 10                      | 33                      | 32                      | 12                      | 13                      | 4                       | 14                      | 12                      | 19                      | 15                      |
| 2003 | «Faint»              | 48                      | 1                       | 2                       | 25                      | —                       | 15                      | 44                      | —                       | 40                      | 29                      | 26                      | 20                      | —                       | 49                      | 32                      |
| 2003 | «Numb»               | 11                      | 1                       | 1                       | 11                      | 13                      | 14                      | 48                      | 19                      | 13                      | 47                      | 16                      | 2                       | —                       | 23                      | 15                      |
| 2004 | «From the Inside»    | —                       | —                       | —                       | 37                      | 50                      | —                       | —                       | 35                      | 35                      | —                       | —                       | —                       | —                       | 54                      | 38                      |
| 2004 | «Breaking the Habit» | 20                      | 1                       | 1                       | 23                      | 27                      | 39                      | —                       | 27                      | 25                      | —                       | 46                      | 41                      | —                       | —                       | 56                      |

### Промосинглы
| Год  | Песня            | Позиции синглов | Позиции синглов | Позиции синглов |
| Год  | Песня            | US              | US Alt.         | US Main         |
| ---- | ---------------- | --------------- | --------------- | --------------- |
| 2004 | «Lying from You» | 58              | 1               | 2               |

## Сертификации
| Регион | Сертификация  | Продажи    |
| --- | ------------- | ---------- |
| Австралия (ARIA) | 4× Платиновый | 280 000^   |
| Австрия (IFPI Austria) | Платиновый    | 30 000*    |
| Бельгия (BEA) | Золотой       | 25 000*    |
| Бразилия (ABPD) | Платиновый    | 125 000*   |
| Канада (Music Canada) | 4× Платиновый | 400 000^   |
| Дания (IFPI Danmark) | 3× Платиновый | 150 000^   |
| Финляндия (Musiikkituottajat) | Золотой       | 15,938     |
| Франция (SNEP) | 2× Платиновый | 400 000*   |
| Германия (BVMI) | 5× Платиновый | 1 000 000  |
| Греция (IFPI Greece) | Золотой       | 7500^      |
| Гонконг (IFPI Hong Kong) | Золотой       | 10 000*    |
| Венгрия (Mahasz) | Золотой       | 10 000^    |
| Италия (FIMI) · sales since 2009 | 2× Платиновый | 100 000    |
| Япония (RIAJ) | Платиновый    | 200 000^   |
| Мексика (AMPROFON) | Золотой       | 75 000^    |
| Новая Зеландия (RMNZ) | 3× Платиновый | 45 000^    |
| Польша (ZPAV) | Платиновый    | 40 000*    |
| Россия (NFPF) | Золотой       | 10 000*    |
| Швеция (GLF) | Золотой       | 30 000^    |
| Швейцария (IFPI Switzerland) | Платиновый    | 40 000^    |
| Великобритания (BPI) | 3× Платиновый | 900 000    |
| США (RIAA) | 7× Платиновый | 7 000 000  |
| Итого |               |            |
| Европа (IFPI) | 3× Платиновый | 3 000 000* |
| * Данные о продажах приведены только на основе сертификации. · ^ Данные о тиражах приведены только на основе сертификации. · Данные о продажах + прослушиваниях приведены только на основе сертификации. |               |            |

## Дополнительные факты
- Человека, изображённого на обложке, зовут Бо́рис, он профессионально занимается граффити, его никнейм — Delta. Майк и Фрэнк выбрали именно его из десятков других граффитчиков для работы над оформлением альбома.
- Честер специально для оформления буклета написал стихотворение:I've carried this weight for too long… Disassociated, unappreciated…
And everything I’ve hated. Keeping me so jaded…
I look into the mirror. And I hate what I see…
All my lifes' disfunction. Alive in front of me…

## Критика
Несмотря на хорошие продажи, которые обеспечили поклонники группы, альбом получил посредственные отзывы критиков. Итоговый счет на Metacritic, отражающий усредненную оценку критиков, установился на 62.
- Альбом получил отличные отзывы от E! Online и Entertainment Weekly
  - E! Online поставил оценку «А-» и выразил ожидание, что альбом «выстрелит прямо к звездам» (англ. "shoot straight for the stars"). Лучшими треками названы: «Don’t Stay», «Somewhere I Belong», «Numb»[86].
  - Entertainment Weekly охарактеризовал альбом как «подходящее для радио совершенство» (англ. "radio-friendly perfection").
- Альбом получил хорошие отзывы от Dot Music, Billboard и New Musical Express
  - Dot Music описал альбом как «гарантированный источник повсеместных радио-хитов» (англ. "guaranteed source of ubiquitous radio hits"). Лучшими треками названы «Somewhere I Belong», «Faint», «Lying from you» и «Nobody’s Listening»; рейтинг: [87].
  - Billboard Magazine описал Meteora как «готовый ублажатель толпы» (англ. "ready-made crowdpleaser"). Лучшие треки: «Somewhere I Belong», «Breaking the Habit»[88].
  - The New Musical Express сказали, что у альбома «массивный коммерческий призыв», но альбом оставил обозревателя «не в восторге». Итоговый рейтинг: 7. Лучший трек: «Breaking the Habit»[89].
- Альбом получил посредственные отзывы от All Music Guide, Rolling Stone, Blender, Q Magazine и ShakingThrough.net.
  - Rolling Stone сказал, что группа «выжимает остатки жизни из почти угасшей формулы» (имеется в виду жанр ню-метал). Лучшие треки: «Breaking the Habit», «Lying from You», «Figure .09», «Numb»[90].
  - Allmusic.com описал альбом, как «не больше и не меньше, чем Hybrid Theory, часть 2». Лучшие треки: «Somewhere I Belong», «Lying from You», «Breaking the Habit», «Hit the Floor»[91].
  - Blender описал альбом, как «жестче, гуще, уродливей» (№ 15, стр. 128), а Q Magazine охарактеризовал Meteora как «творческих попыток меньше, чем целевого маркетинга».